# Esport a Barcelona
L'esport a Barcelona es refereix a tots els aspectes de l'activitat esportiva a la ciutat de Barcelona, que és una ciutat eminentment esportiva, tant per practicar activitats físiques com per veure espectacles esportius de primer nivell.

Aquest article explica la història i la situació actual de l'esport barceloní, amb els seus clubs, les seves instal·lacions i les competicions que s'hi celebren.

## Història de l'esport a Barcelona
La relació entre Barcelona i l'esport arrenca el segle xix. La primera competició esportiva de la qual es té notícia a Catalunya va ser una cursa d'embarcacions de rem de va tenir lloc a Barcelona el 15 de juliol de 1821.
El 1856 un grup d'aficionats a l'hípica van fundar en la ciutat el Cercle Eqüestre, el club esportiu més antic de Barcelona, Catalunya i Espanya.
El 1860 es va inaugurar el primer gimnàs de la ciutat, propietat de Joaquim Ramis.
A mitjans del segle xix es va estendre a Catalunya l'afició pel muntanyisme, que donà lloc al que el 1876 nasqués a Barcelona l'Associació Catalanista d'Excursions Científiques. Aquell mateix any també es va fundar el Reial Club Nàutic de Barcelona.
El 1897 es va fundar el Reial Club de Polo de Barcelona, dedicat inicialment a la pràctica de l'hípica i el polo i el 1899 va ser un any important en la fundació de nous clubs esportius a la ciutat: van néixer el Reial Club de Tennis Barcelona, el Club Tennis La Salut, i Futbol Club Barcelona. Aquell any ja es comptabilitzaven 17 publicacions esportives a Catalunya, la majoria de les quins tenien la seva seu a Barcelona.
L'any 1900 va néixer un altre dels grans clubs que han perviscut fins als nostres dies, el Reial Club Deportiu Espanyol.

## Una ciutat per practicar esport

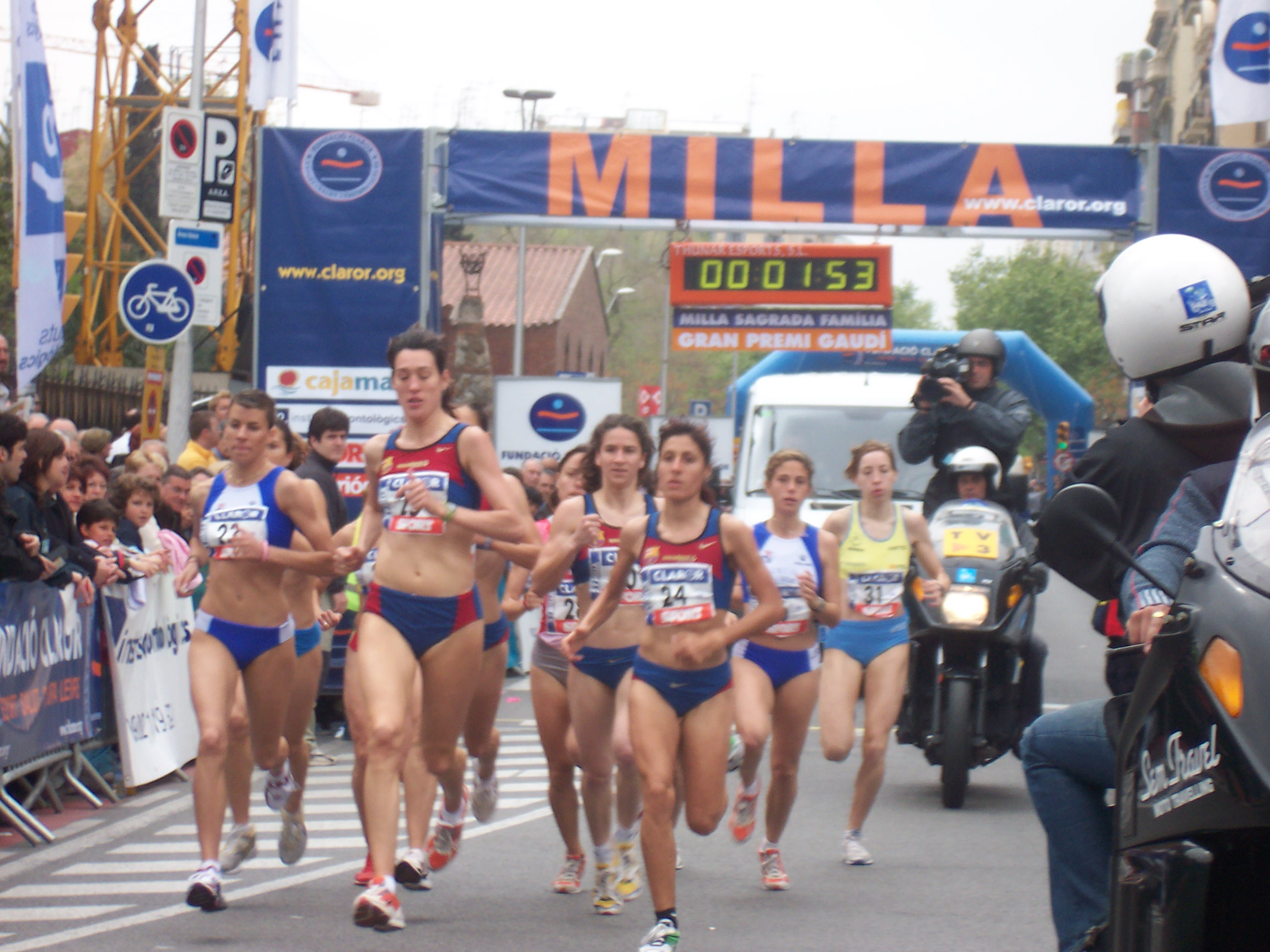
Imatge de la Milla Sagrada Família de Barcelona el 2005

La ciutat, que va ser seu dels Jocs Olímpics de 1992, està dotada d'una important xarxa de complets poliesportius municipals que, sumats als centres privats, faciliten la pràctica de l'exercici físic als ciutadans de tots els barris. L'orografia de la ciutat, el bon clima, i política municipal de crear carrils bici ha popularitzat l'ús de la bicicleta com a vehicle de transport. Els caps de setmana també és fàcil veure centenars de barcelonins desplaçant-se en patins sobre rodes, especialment a la zona de la Vila Olímpica i Ciutat Vella, on també hi ha diferents zones perquè els "skaters" es diverteixin amb el seu monopatí.
El fet que Barcelona sigui una ciutat marítima també fa del mar i les platges llocs de lleure i activitat esportiva. Els barcelonins tenen l'oportunitat de jugar a diferents esports sobre la sorra de les seves platges. D'altra banda, la inauguració del Port Olímpic i la remodelació del Port Vell de Barcelona, el 1992, i la recent inauguració del nou port esportiu de Sant Adrià de Besòs, a la zona del Fòrum 2004, ha animat molts barcelonins a practicar esports aquàtics.
D'altra banda, la ciutat ofereix als ciutadans la possibilitat de participar en una gran quantitat de competicions esportives populars al carrer. Les més populars són la Cursa d'El Corte Inglés (amb una mitjana de 60.000 participants anuals), la Cursa de la Mercè, la Cursa dels Bombers, la cursa Jean Bouin, la Marató de Barcelona, la Milla Sagrada Família, la Cursa dels Nassos, la Festa de la Bicicleta, la Copa Nadal de natació, o la Festa dels patins. A més, en els mesos d'estiu s'organitzen diverses competicions esportives a les platges de la Ciutat.

## Espectacles esportius

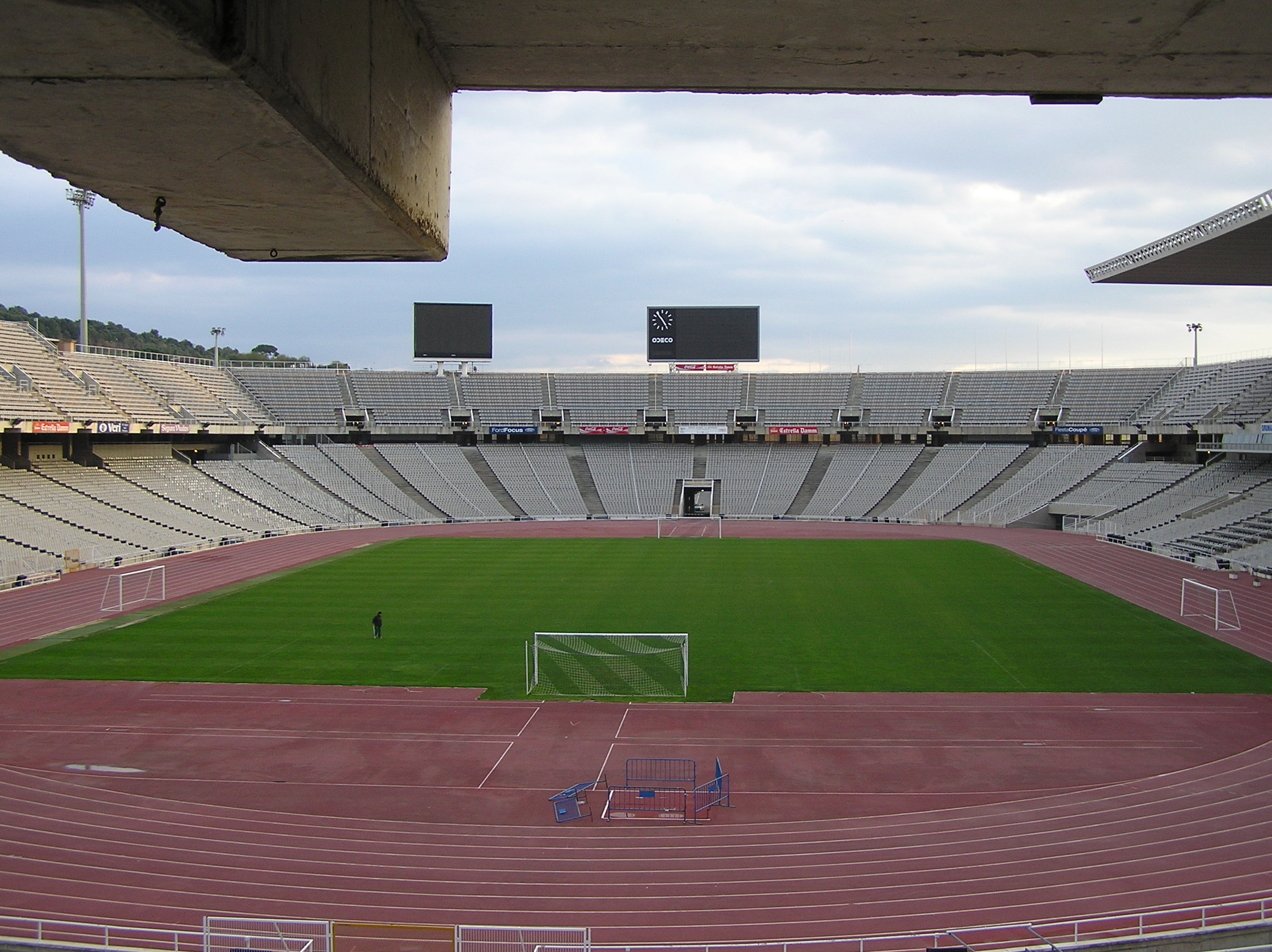
Estadi Olímpic Lluís Companys

Barcelona és una ciutat amb una important oferta d'espectacles esportius de primer nivell. La ciutat és seu del FC Barcelona, a les instal·lacions de la qual poden veure's els millors partits de futbol, bàsquet, handbol i hoquei sobre patins.
La ciutat és molt prestigiosa al món del tennis, per la quantitat, prestigi i antiguitat dels seus molts clubs. En el Reial Club de Tennis Barcelona, el Club de Tennis La Salut, el Barcino, etc.; s'han format la majoria dels millors tenistes espanyols de tots els temps. Barcelona, considerada la capital del tennis espanyol, ha estat la seu habitual on l'equip d'Espanya ha disputat la majoria dels seus partits de Copa Davis i Copa Federació. El Torneig de tennis de Barcelona, que es disputa en el RCT Barcelona, és un dels torneigs més prestigiosos del món sobre terra batuda.
Barcelona també és ciutat coneguda per la seva tradició en clubs de natació, waterpolo i per la seva afició als esports de motor (és la ciutat europea amb major proporció de motocicletes per habitant).
Als afores de la ciutat es troben altres instal·lacions rellevants, com el Centre d'Alt Rendiment (CAR) de Sant Cugat, on reben formació especialitzada els millors joves esportistes, i el Circuit de Catalunya, a Montmeló, on se celebren curses del Campionat del Món de motociclisme i Fórmula 1.

## Grans esdeveniments esportius anuals a Barcelona

### Esdeveniments de participació professional en la ciutat de Barcelona
- Gener: Trial Indoor Internacional de Barcelona, al Palau Sant Jordi.
- Gener: Torneig Internacional d'Hoquei de Reis, al Reial Club de Polo de Barcelona.
- Abril: Torneig de tennis de Barcelona, al Reial Club de Tennis Barcelona.
- Abril: Setmana Olímpica de Vela de Barcelona - Trofeu Ciutat de Barcelona.
- Maig: Freestyle Solo Moto de Barcelona (motociclisme), al Palau Sant Jordi.
- Maig: Red Bull Air Race World Series.
- Maig: Trofeu Comte de Godó de Vela, al Reial Club Nàutic de Barcelona.
- Maig: Trofeu Zegna de Vela, al Reial Club Nàutic de Barcelona.
- Maig: Regata Freixenet de Vela, al Reial Club Nàutic de Barcelona.
- Maig: Volta Ciclista a Catalunya
- Juny: Trofeu Internacional de Natació Ciutat de Barcelona, al Club Natació Sant Andreu.
- Agost: Trofeu Ciutat de Barcelona de futbol, a l'Estadi Olímpic Lluís Companys.
- Agost: Trofeu Joan Gamper, en el Camp Nou.
- Setembre: Concurs de Salts Internacional de Barcelona, al Reial Club de Polo de Barcelona.
- Octubre: Escalada ciclista a Montjuïc
- Octubre: Torneig Internacional de Polo de Barcelona, al Reial Club de Polo de Barcelona.
- Octubre: Supercross Movistar Internacional de Barcelona, al Palau Sant Jordi.
- Octubre: Enduro Indoor Movistar Internacional de Barcelona, al Palau Sant Jordi.
- Novembre: Barcelona World Race de vela (cada quatre anys).

### Esdeveniments oberts a la participació popular en la ciutat de Barcelona
A Barcelona s'ofereixen prop de 350 actes esportius a l'any oberts a la participació popular que, segons dades de l'Ajuntament de Barcelona, reuneixen a una mitjana anual de 250.000 participants. L'acte més multitudinari és la Cursa d'El Corte Inglés, que sol reunir més de 60.000 participants cada any. Per darrere se situa la Festa de la bicicleta, que reuneix prop de 20.000 persones, o la Cursa dels Bombers, que supera les 8.000. Les principals activitats esportives obertes a la participació popular són les següents:
- Gener: 10 quilòmetres de Sant Antoni.
- Febrer: Mitja Marató de Barcelona.
- Març: Ral·li Internacional Barcelona-Sitges.
- Març: Marató de Barcelona.
- Abril: Cursa Bombers de Barcelona
- Abril: Cros de muntanya de Can Caralleu
- Abril: Milla Sagrada Família
- Abril: Festa de la Bicicleta de Barcelona
- Abril: Cursa de Bon Pastor.
- Maig: Cursa d'El Corte Inglés.
- Maig: 10 quilòmetres de Nou Barris.
- Juny: Cursa de la Vila Olímpica.
- Setembre: Cursa de la Mercè.
- Setembre: Cursa Atlètica Festa Major del Poblenou.
- Octubre: Onze quilòmetres de la Barceloneta.
- Novembre: Cursa Jean Bouin - Gran Premi d'Atletisme Ciutat de Barcelona.
- Novembre: Cros Popular de Sants.
- 25 de desembre: Copa Nadal de natació.
- 31 de desembre: Cursa Sant Silvestre de Barcelona.

### Grans esdeveniments esportius anuals en la província de Barcelona
- Maig: Gran Premi de Catalunya del Mundial de Motociclisme, en el Circuit de Catalunya (Montmeló).
- Maig: Gran Premi d'Espanya de Fórmula 1, en el Circuit de Catalunya (Montmeló).
- Juliol: 24 hores de motociclisme de Barcelona, en el Circuit de Catalunya (Montmeló).
- Octubre: Marató de la Mediterrània (Castelldefels-Gavà).

## Clubs esportius
Barcelona compta amb una gran quantitat de clubs de diferents modalitats esportives.

### Atletisme
- FC Barcelona.
- Club Atlètic Blanc i Blau.
- Agrupació Atletica Catalunya.
- Associació Esportiva d'Atletes Veterans.
- Club Atletismo Bikila Barcelona.
- Club Atletismo Running.
- Club d'Atletisme Canaletes.
- Club Atletisme Nou Barris.
- Barcelona Atletisme.
- Club Esportiu Mediterrani.
- Club Esportiu Universitari.
- Club Natació Barcelona.
- Club Natació Montjuic.
- Domingo Catalán Fondistas Club.

### Automobilisme
- Reial Automòbil Club de Catalunya. Fundat el 1906, té més d'un milió de socis, el que el converteix en el major automòbil club d'Espanya, i un dels majors d'Europa.

### Bàsquet
- Club Esportiu Laietà. Fundat el 1922, ostenta l'honor d'haver estat el club que va introduir la pràctica del bàsquet a Espanya.

### Beisbol
- Club Beisbol Softbol Barcelona El club nasqué el febrer de 2012 després que el FC Barcelona decidís suprimir la secció de beisbol

### Billar
- Club Billar Barcelona. Fundat el 1928, és un dels clubs de billar més prestigiosos d'Europa.

### Ciclisme
- Esport Ciclista Barcelona. Entitat fundada el 29 de febrer de 1929. Va organitzar, entre 1963 i 2005, la Setmana Catalana de Ciclisme, i l'Escalada al Castell de Montjuic des de 1965.

### Curling
- Barcelona Curling Club.

### Esport per a discapacitats
- Club Esportiu Institut Guttmann. Fundat el 1967, és un dels clubs més prestigiosos d'esportistes discapacitats. És el club degà a Espanya del bàsquet en cadira de rodes.

### Futbol
- Futbol Club Barcelona. Fundat el 1899, té més de 150.000 socis. Compta amb seccions professionals en futbol, bàsquet, handbol, hoquei sobre patins i futbol sala, i amb seccions amateurs en més d'unes altres deu disciplines esportives.
- Reial Club Deportiu Espanyol. Fundat el 1900, té més de 25.000 abonats. El seu equip de futbol milita en la primera divisió de la Lliga espanyola de futbol.
- Club Esportiu Europa. Fundat el 1907, té seccions de futbol, bàsquet, futbol sala i futbol femení.
- Futbol Club Martinenc. Fundat el 1909, és un dels històrics del futbol barceloní, encara que també compta amb seccions en altres esports.
- Club Esportiu Júpiter. Fundat el 1909, té les seves instal·lacions al barri de La Verneda.
- Unió Esportiva Sant Andreu. Fundat en 1909, fruit de la fusió del Zeta i del Club de Futbol Andreuenc, ambdós fundats el 1905. És un dels clubs històrics del futbol barceloní.
- Unió Esportiva Sants. Entitat poliesportiva constituïda el 26 d'abril de 1922 per la fusió de quatre entitats esportives del barri de Sants. La seva secció de ciclisme organitza la Volta Ciclista a Catalunya.
- Centre Parroquial de Sarrià. Fundat el 1952. Situat al barri de Sarrià. Compta amb una secció de futbol.

### Futbol americà
- Barcelona Uroloki. Fundat el 1993.

### Hípica
- Cercle Eqüestre. Fundat el 1856 per un grup d'aficionats a l'hípica, és el club esportiu més antic de Barcelona.
- Reial Club de Polo de Barcelona. Fundat el 1897, té més de 10.000 socis, i compta amb cinc seccions esportives: hípica, hoquei, pàdel, polo i tennis.

### Korfbal
- Korfbal Club Barcelona. Fundat el 2006. Primer club de korfbal de la ciutat.

### Muntanyisme
- Centre Excursionista de Catalunya. Fundat el 1876. Compta amb més de 5.500 socis i una gran experiència en l'organització d'activitats relacionades amb la muntanya.
- Agrupació Excursionista Catalunya, fundada el 1912.[4]
- Club Excursionista de Gràcia. Fundat el 1922, és una de les entitats més prestigioses de l'excursionisme català i del districte de Gràcia.

### Natació
- Club Natació Barcelona. Fundat el 1907, és el club degà de la natació espanyola. Destaca pels seus triomfs en waterpolo i natació. Té més de 8.000 socis.
- Club Natació Atlètic Barceloneta. Nascut fruit de la fusió entre el Club Natació Atlètic, fundat en 1913 i el Barceloneta Amateur Club, fundat el 1929.
- Club Natació Catalunya. Fundat el 1931, és un dels clubs de natació més importants de Catalunya. El seu equip de waterpolo ha aconseguit nombrosos títols a nivell estatal.
- Club Esportiu Mediterrani. Fundat el 1931, compta amb equips en diferents disciplines esportives, entre les quals destaca especialment la de waterpolo.
- Club Natació Montjuïc. Fundat el 1944, té les seves instal·lacions a la muntanya de Montjuïc. Ha destacat especialment en la natació i el waterpolo.
- Club Natació Sant Andreu, fundat el 1971.

### Rugbi
- Barcelona Universitari Club. Fundat el 1929, és un històric club de rugbi.

### Tennis
- Reial Club de Tennis Barcelona. Fundat el 1899, és un dels clubs de tennis més prestigiosos d'Europa. Organitza el Torneig Comte de Godó.
- Club Tennis La Salut. Fundat el 1899 com "Club Social La Salud", l'any 1902 es va transformar en el club actual. És el vicedegà del tennis català. Té les seves instal·lacions al barri de Gràcia de Barcelona.
- Reial Club de Tennis del Turó. Fundat el 1905, és un dels clubs històrics del tennis barceloní. Des de l'any 2003 es denomina David Lloyd Club Turó.
- Club Tennis Barcino. Fundat el 1917, és un dels clubs històrics del tennis barceloní.

### Vela
- Reial Club Nàutic de Barcelona. Fundat el 1876, és un dels clubs esportius més antics d'Espanya.
- Reial Club Marítim de Barcelona. Fundat en 1902 és, al costat del Nàutic, el club amb més solera en esports aquàtics de Catalunya.

## Instal·lacions esportives per a la pràctica esportiva ciutadana
Barcelona té una extensa xarxa d'equipaments esportius, tant públics com privats, per a la pràctica dels ciutadans. Segons dades de l'Ajuntament de Barcelona hi ha 300.000 persones abonades a aquests equipaments, la qual cosa representa el 20 per cent de la població.

### Equipaments públics
Dels 300.000 barcelonins abonats a equipaments esportius, 180.000 estan abonats a equipaments públics de caràcter municipal, el que representa el 12 per cent de la població barcelonina. La ciutat té una xarxa de 131 equipaments municipals esportius, sumant els poliesportius, els camps de futbol, piscines, etcètera.
D'aquests 131, 42 són equipaments poliesportius amb abonats. Aquests equipaments solen tenir un model de gestió indirecta, segons el quin, la instal·lació és de titularitat municipal però la gestió és privada, a càrrec d'una entitat o club sense ànim de lucre. Els poliesportius públics que superen els 4.000 abonats són:
- Piscines de Sant Sebastià (Ciutat Vella). Gestionada pel Club Natació Atlètic Barceloneta. 12.519 abonats.
- Complex esportiu Bací de Roda (Sant Martí). Gestionada per FCB. 12.194 abonats.
- Complex esportiu Les Corts (Les Corts). Gestionada per Euròpolis. 11.362 abonats.
- Poliesportiu Sagrada Familia (Eixample). Gestionada per Fundació Claror. 9.919 abonats.
- Poliesportiu Perill (Gràcia). Gestionada per UBAE. 9.761 abonats.
- Esportiu Claror (Gràcia). Gestionada per Fundació Claror. 9.579 abonats.
- Poliesportiu Espanya Industrial Arxivat 2013-02-03 a Wayback Machine. (Sants-Montjuïc). Gestionada per Grup ATLES. 8.904 abonats.
- Poliesportiu Bordeta Arxivat 2013-03-17 a Wayback Machine. (Sants-Montjuïc). Gestionada per Grup ATLES
- Poliesportiu Europolis Gràcia (Gràcia). Gestionada per Euròpolis. 7.977 abonats.
- Complex esportiu Can Caralleu (Sarrià - Sant Gervasi). Gestionada per Fundació Claror. 7.519 abonats.
- Piscines Bernat Picornell (Sants-Montjuïc). 7.842 abonats.
- Complex esportiu Can Dragó (Nou Barris). Gestionada per UBAE. 6.654 abonats.
- Poliesportiu Marítim (Ciutat Vella). Gestionada per Fundació Claror. 6.450 abonats.
- Poliesportiu Aiguajoc (Eixample). Gestionada per UBAE. 5.206 abonats.
- Complex esportiu Pau Negre-Can Toda (Gràcia). Gestionada per CN Catalunya.4.943 abonats.
- Poliesportiu Estació del Nord (Eixample). Gestionada per UFEC. 4.242 abonats.
- Poliesportiu Joan Miró (Eixample). 4.114 abonats.
- Pavelló Guinardó-Torrent Melís (Horta-Guinardó). 4.017 abonats.

El total d'usuaris puntuals o ocasionals dels equipaments esportius municipals ascendeix a més de 700.000 persones a l'any, segons dades del mateix Ajuntament.

### Equipaments privats
A part de l'extensa xarxa d'equipaments públics, Barcelona compta amb una àmplia varietat de centres esportius privats, en els quals hi ha abonats 120.000 dels 300.000 barcelonins abonats a equipaments esportius. A més de les instal·lacions dels clubs esportius esmentats als capítols anteriors, es pot destacar les instal·lacions dels clubs de fitness DiR, que compta amb 13 centres a la ciutat de Barcelona, sumant un total de més de 80.000 abonats. També cap esmentar les instal·lacions esportives de la Universitat de Barcelona, i centres esportius com Bonasport, Metropolitan, O2, Arsenal, Iradier, el Club Esportiu Mediterrani, i les franquícies de cadenes de fitness europees com Holmes Places o Fitness First. A més dels gimnasos i poliesportius privats, Barcelona compta amb altres instal·lacions per a la pràctica de l'esport com el Bowling Pedralbes, on es poden practicar les bitlles, les pistes de patinatge sobre gel del Skating i del Palau de Gel del FC Barcelona, i el Golf Montjuic, on es pot practicar el Pitch&putt.

## Instal·lacions per a la pràctica de l'esport professional
A més de les instal·lacions esportives de tots els clubs citats, Barcelona compta amb una sèrie d'instal·lacions esportives específicament concebudes per a la pràctica de l'esport professional. Són instal·lacions de gran aforament que han estat escenari d'importants esdeveniments esportius, i fins i tot d'esdeveniments socials i musicals. Les principals instal·lacions d'aquest tipus són:
- Camp Nou. Inaugurat el 1957, és l'estadi del Futbol Club Barcelona. Té un aforament per a 98.787 espectadors. Ha estat escenari de dues finals de la Lliga de Campions de la UEFA, dels Jocs Olímpics de Barcelona 1992, i de la Copa del Món de Futbol 1982, entre altres esdeveniments.
- Estadi Olímpic Lluís Companys. Inaugurat el 1929 amb motiu de l'Exposició Universal de Barcelona, va ser remodelat amb motiu dels Jocs Olímpics de Barcelona 1992, dels quals va ser el principal escenari. Propietat de l'Ajuntament de Barcelona, és el terreny de joc habitual del Reial Club Deportiu Espanyol. Té un aforament per a 55.000 espectadors.
- Mini Estadi. Propietat del FC Barcelona, on juguen els equips de futbol de les categories inferiors del club. Té un aforament de 15.276 espectadors.
- Palau Sant Jordi. Propietat de l'Ajuntament de Barcelona, va ser inaugurat el 1990 amb vista als Jocs Olímpics de Barcelona 1992. Té un aforament de 17.000 espectadors.
- Palau Blaugrana. Propietat del FC Barcelona, és el poliesportiu on juguen els seus partits els equips de bàsquet, handbol, hoquei sobre patins i futbol sala del club blaugrana. Va ser inaugurat el 1971, i té un aforament de 8.250 espectadors.
- Palau dels Esports de Barcelona. Propietat de l'Ajuntament de Barcelona, va ser inaugurat el 1955 amb motiu de la celebració dels Jocs Mediterranis de Barcelona 1955. Va ser escenari dels Jocs Olímpics de Barcelona 1992. Té un aforament de 8.000 espectadors.
- Pavelló de la Vall d'Hebron. Construït amb motiu dels Jocs Olímpics de Barcelona 1992. Té un aforament de 4.500 espectadors.
- Velòdrom d'Horta. Inaugurat el 1984 amb motiu dels Campionats del Món de Ciclisme, va ser seu dels Jocs Olímpics de Barcelona 1992.

## Altres entitats esportives de Barcelona
- Institut Nacional d'Educació Física de Catalunya (INEFC). Organisme autònom de la Generalitat de Catalunya, adscrit a la Universitat de Barcelona, creat el 1975. És la facultat de les ciències de l'educació física i l'esport.
- Centre d'Alt Rendiment (CAR). Organisme per a l'estudi científic i tècnic de l'esport, té les seves instal·lacions en Sant Cugat, on s'allotgen i preparen esportistes d'alt nivell.
- Servei d'Esports de la Universitat de Barcelona. El Servei d'esports de la Universitat de Barcelona, va ser creat el 1957. Té àmplies instal·lacions a la zona universitària de La Diagonal.
- Consell de l'Esport Escolar de Barcelona (CEEB). Fundat el 1977, és l'organisme encarregat d'organitzar activitats i competicions esportives entre centres escolars de Barcelona.
- Unió Barcelonesa d'Activitats Esportives (UBAE). Entitat sense ànim de lucre especialitzada en la gestió d'instal·lacions esportives. Gestiona 13 instal·lacions a Catalunya, 8 d'elles a la ciutat de Barcelona.
- Fundació Claror. Fundació sense ànim de lucre dedicada a la promoció de l'esport, la salut, la cultura i el lleure. Gestiona quatre instal·lacions esportives municipals a Barcelona que aglutinen més de 36.000 abonats. A més, organitza esdeveniments esportius com la Milla Sagrada Família.
- SEAE. Empresa creada el 1985 amb forma de cooperativa, dedicada a la gestió d'instal·lacions esportives, l'assessorament tècnic, la formació en el camp de l'esport.
- Sport Cultura Barcelona.
- Fundació Barcelona Olímpica.
- Unió de Federacions Esportives de Catalunya (UFEC).
- Centre d'Estudis Olímpics i de l'Esport de la Universitat Autónoma de Barcelona.
- Agrupació Catalana de l'Esport per a Tothom (ACET).
- Federació d'Entitats Excursionistes de Catalunya.
- Fòrum Samitier
- Fundació Johan Cruyff.
- Cruyff Academics International.
- Escola Superior de Direcció i Administració d'Empreses Esportives Johan Cruyff.
- Escola Catalana de l'Esport.
- Barcelona SportsTech HUB23

## Museus esportius a Barcelona

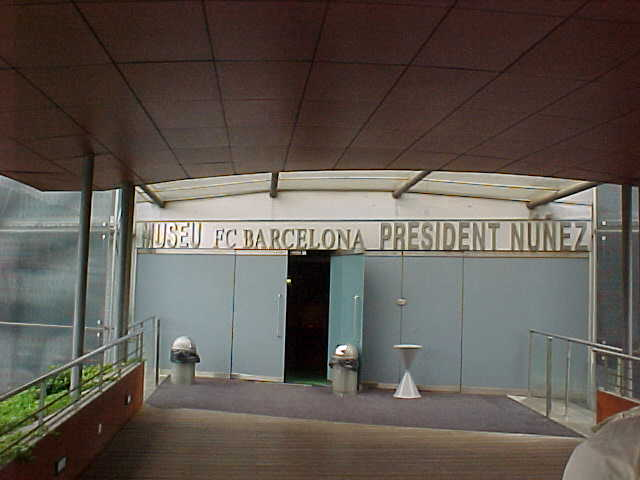
Entrada al museu del FC Barcelona

- Museu del FC Barcelona
- Museu Melcior Collet
- Museu Olímpic i de l'Esport

## Mostres i exposicions
- Saló Internacional de l'Automòbil
- Saló Internacional de la Piscina
- Saló Nàutic de Barcelona
- Saló de la Infantesa i la Joventut
- Nivalia Ski Show
- Planet Football
- Auto Retro

## Mitjans de comunicació esportius
- Blanc i blau
- Diari Sport
- El Mundo Deportivo
- El 9 Esportiu de Catalunya
- Penalty
- Esforç

## Organismes rectors de l'esport amb seu a Barcelona
- Institut Barcelona Esports.
- Laboratori de Control de Dopatge de Barcelona.
- Unió Europea de Lligues de Basquetbol (ULEB).
- Asociación de Clubs de Baloncesto (ACB).
- Secretaria General de l'Esport de la Generalitat de Catalunya.
- Comitè Olímpic Català.
- Reial Federació Espanyola de Tennis.
- Reial Federació Espanyola de Patinatge
- Delegació a Europa de l'NBA.
- Unió de Federacions Esportives de Catalunya (UFEC).
- Federacions catalanes de totes les disciplines esportives.
- Federació Internacional de Pitch and Putt (FIPPA).
- Waterpolo Associació (associació espanyola de clubs de waterpolo).